# Parafia Najświętszego Serca Pana Jezusa w Drawsku
Parafia Najświętszego Serca Pana Jezusa w Drawsku – rzymskokatolicka parafia w Drawsku, należy do dekanatu wieleńskiego. Powstała w 1925.